# Hiroo Onoda
Hiroo Onoda (Kainan, Wakayama, 19. ožujka 1922. – Tokio, 16. siječnja 2014.), japanski potporučnik. Oružje je položio tek 1974. godine te se tako smatra posljednjim ratnikom Drugog svjetskog rata. 

## Životopis
Rođen je 19. ožujka 1922. godine u japanskom gradu Kainan. U svojoj 20. godini priključen je japanskoj Carskoj vojsci. U prosincu 1944. godine poslan je na filipinski otok Lubang te mu je zapovjeđeno da se ne predaje ni pod kojim uvjetima i da se bori do posljednjeg čovjeka. Pred svršetak rata i po dolasku američke i filipinske vojske na otok, Onoda se s trojicom svojih suboraca povlači u brda gdje vodi gerilske borbe protiv filipinske vojske. Dok su Onodini suborci izginuli u gerilskom ratu, Onoda nastavlja borbu. Odbija predaju čak i nakon dolaska njegove obitelji koja ga uvjerava da je rat gotov. Oružje polaže tek 1974. godine dolaskom njegovog bivšeg ratnog zapovjednika koji mu naređuje predaju. Nakon 29. godina borbe postao je jako popularan. Po povratku u domovinu ponuđen mu je rad u japanskom parlamentu. Napisao je i autobiografiju o gerilskom ratu. Nezadovoljan zbog prevelike pažnje koja mu se posvećuje, Onoda odlazi u Brazil 1975. godine. Ženi se 1976. godine. U Japan se vraća 1984. godine te osniva Onoda Shizen Juku, obrazovni kamp za mlade. Lubang ponovno posjećuje 1996. godine te ujedno donira 10 000 $ lokalnoj školi. Preminuo je 16. siječnja 2014. u Tokiju.

## Vanjske poveznice
- The New York Times – Robert D. McFadden: »Hiroo Onoda, Soldier Who Hid in Jungle for Decades, Dies at 91« (engl.)
- www.damninteresting.com – Alan Bellows: »The Soldier Who Wouldn't Quit« (engl.)
- The Telegraph: Hiroo Onoda - obituary (engl.)